# One Shot Deal
Albums de Frank Zappa
Wazoo
(2007) Joe's Menage
(2008)
One Shot Deal est un album posthume de Frank Zappa sorti le 13 juin 2008.

## Liste de titres
1. Bathtub Man — 5 min 43 s
2. Space Boogers — 1 min 24 s
3. Hermitages — 2 min 00 s
4. Trudgin' Accross The Tundra — 4 min 01 s
5. Occam's Razor (9 min 11 s
6. Heidelberg — 4 min 46 s
7. The Illinois Enema Bandit — 9 min 27 s
8. Australian Yellow Snow — 12 min 26 s
9. Rollo — 2 min 57 s